# Gaëtan van Bourbon-Sicilië

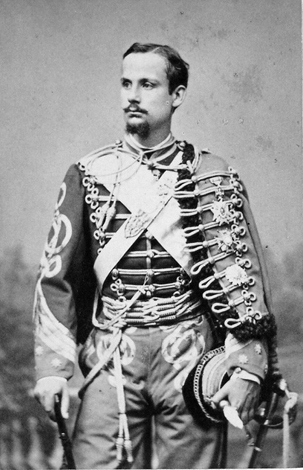
Gaëtan van Bourbon-Sicilië.

Gaëtan van Bourbon-Sicilië (Napels, 12 januari 1846 - Luzern, 26 november 1871) was prins van het koninkrijk der Beide Siciliën en infant van Spanje. Hij behoorde tot het huis Bourbon-Sicilië.

## Levensloop
Gaëtan was het zevende kind van koning Ferdinand II der Beide Siciliën uit diens tweede huwelijk met Maria Theresia van Oostenrijk-Teschen, dochter van aartshertog Karel van Oostenrijk-Teschen. Hij droeg de titel van graaf van Girgenti. Na de val van het koninkrijk der Beide Siciliën in 1861 ging hij in ballingschap naar Oostenrijk.
Tijdens zijn korte leven volgde hij een militaire loopbaan als kolonel van een lansiersregiment in het Oostenrijkse leger. Ook diende Gaëtan in het Pauselijke leger en vocht hij in 1867 mee in de Slag bij Mentana tegen Giuseppe Garibaldi. Tijdens de Spaanse revolutie tegen koningin Isabella II in 1868 commandeerde hij het Pavia-huzarenregiment en vocht hij in de veldslag nabij de brug van Alcolea.
Op 13 mei 1868 huwde Gaëtan in Madrid met prinses Maria Isabella van Asturië (1851-1931), de oudste dochter van koningin Isabella II van Spanje en haar echtgenoot Frans van Assisi van Bourbon, die een nicht en neef van Gaëtan waren. Het huwelijk was bedoeld om de vete tussen het Siciliaanse huis Bourbon en het Spaanse huis Bourbon te beëindigen, die ontstaan was nadat Spanje het verenigde koninkrijk Italië had erkend. De bruiloft vond plaats kort voor de uitbraak van de Spaanse revolutie tegen Isabella II en na het huwelijk kreeg Gaëtan de titel van infant van Spanje.
Het huwelijk van Gaëtan en Maria Isabella was ongelukkig en bleef kinderloos. Na de afzetting van zijn schoonmoeder reisde hij twee jaar lang door Europa om verschillende verwanten te bezoeken, waaronder in Wenen. In die periode begon hij te kampen met depressies en mentale problemen en werd epilepsie bij hem vastgesteld. Nadat een eerste zelfmoordpoging was mislukt, schoot hij zichzelf in november 1871 door het hoofd in zijn hotelkamer in Luzern, Zwitserland. Na het herstel van de Spaanse monarchie in 1874 keerde zijn echtgenote terug naar Spanje.